# Домброва-Велика (Куявсько-Поморське воєводство)
Домброва-Велика (пол. Dąbrowa Wielka, нім. Elsendorf) — село в Польщі, у гміні Нова-Весь-Велька Бидґозького повіту Куявсько-Поморського воєводства.
Населення — 224 особи (2011).

## Демографія
Демографічна структура станом на 31 березня 2011 року:
|          | Загалом | Допрацездатний вік | Працездатний вік | Постпрацездатний вік |
| -------- | ------- | ------------------ | ---------------- | -------------------- |
| Чоловіки | 117     | 31                 | 80               | 6                    |
| Жінки    | 107     | 28                 | 64               | 15                   |
| Разом    | 224     | 59                 | 144              | 21                   |